# 宍戸陣屋
宍戸陣屋（ししどじんや）は、茨城県笠間市平町にあった陣屋。水戸徳川家御連枝の宍戸藩の藩庁が置かれた。

## 概要
宍戸陣屋の前身の宍戸城は鎌倉時代初期に八田氏が築いたといわれる。戦国時代になると佐竹氏の持城となった。
慶長7年（1602年）秋田実季が出羽国より入り、正保2年（1645年）子の俊季の代に陸奥三春藩に転封となった。
天和2年（1682年）、水戸藩主徳川頼房の七男・松平頼雄が1万石を与えられ、城を陣屋に改めた。
以後9代頼徳まで続くが、幕末の元治元年（1864年）、天狗党の乱の鎮圧に失敗し、藩主自ら幕府より責任を問われて切腹を言い渡され、廃藩となった。その後、幕府の代官支配で明治維新を迎えるが、慶応4年（1868年）に朝廷のとりなしで再度立藩することとなった。

## 遺構
陣屋の長屋門形式の表門が隣町の旧家塩畑家に移築され、県の文化財に指定されている。また、土塁の一部が残っている。